# سیرو (آستوریاس)
سیرو دهستانی در استان آستوریاس اسپانیا است.
در این دهستان ۴۸٬۵۶۹ نفر زندگی می‌کنند. مساحت این دهستان ۲۱۱٫۶۰ کیلومتر مربع است.